# Georg Kaiser

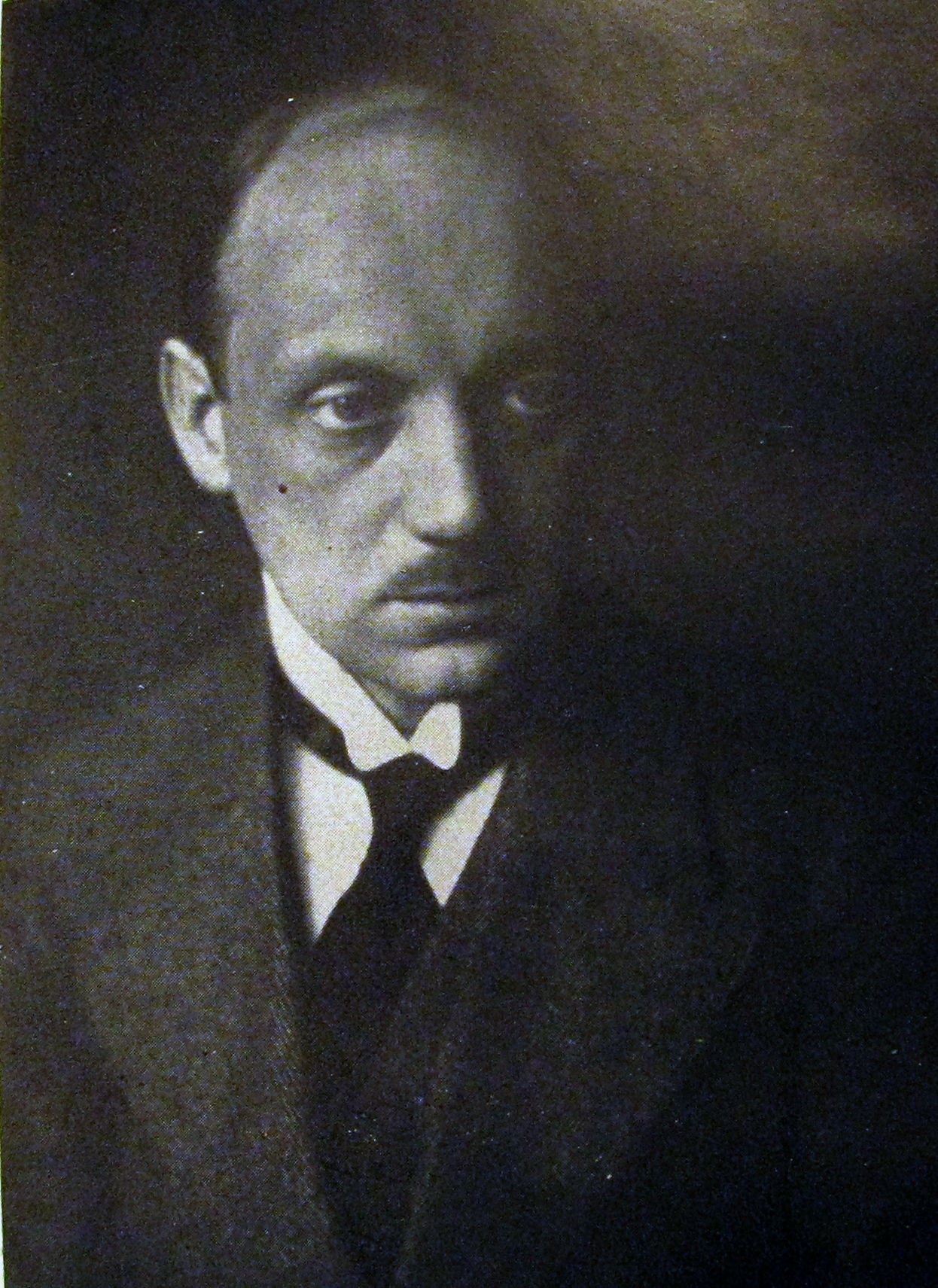
Georg Kaiser (vor 1921)

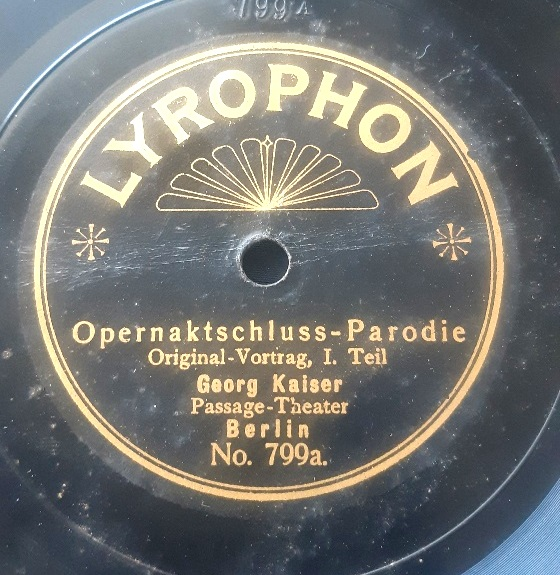
Schallplatte von Georg Kaiser (Berlin 1907)

Friedrich Carl Georg Kaiser (* 25. November 1878 in Magdeburg; † 4. Juni 1945 in Ascona) war ein deutscher Schriftsteller. Georg Kaiser war der erfolgreichste Dramatiker der expressionistischen Generation. Als Autor schuf er 70 Dramen, von denen viele in Vergessenheit geraten sind.

## Leben
Kaiser wurde 1878 als fünfter von sechs Söhnen eines Kaufmanns geboren. Er besuchte das Pädagogium des Magdeburger Kloster Unser Lieben Frauen. Nach der Mittleren Reife nahm er eine Lehre in einer Buchhandlung und einem Ex- und Import-Geschäft auf, brach diese jedoch ab. Von 1898 bis 1901 arbeitete er für die AEG in Buenos Aires. Nach seiner Rückkehr nach Deutschland verbrachte er mehrere Monate in einer Nervenklinik in Berlin und lebte danach bei verschiedenen Familienmitgliedern.
1908 heiratete er Margarethe Habenicht, eine vermögende Kaufmannstochter. Nun finanziell unabhängig, ließ er sich in Seeheim an der Bergstraße nieder. Künstlerisch war Kaiser in dieser Zeit sehr aktiv, ohne jedoch öffentliche Anerkennung zu finden.
1912 entstand Kaisers erstes gesellschaftskritisches Werk Von morgens bis mitternachts. Hier stellte er den im Selbstmord endenden Helden als Vorbild dar. Dieses Werk wurde später von Karlheinz Martin auf der Bühne inszeniert und 1920 auch verfilmt.
Mit seinem 1917 in Frankfurt am Main aufgeführten Drama Die Bürger von Calais (1912/13) errang Kaiser einen ersten großen Erfolg. In diesem Stück geht es um die moralische Haltung, „den Hass ... durch Menschenliebe und stellvertretendes Opfer zu überwinden“ (Königs Erläuterungen). In den nächsten Jahren wurden die Werke Kaisers in ganz Deutschland aufgeführt.

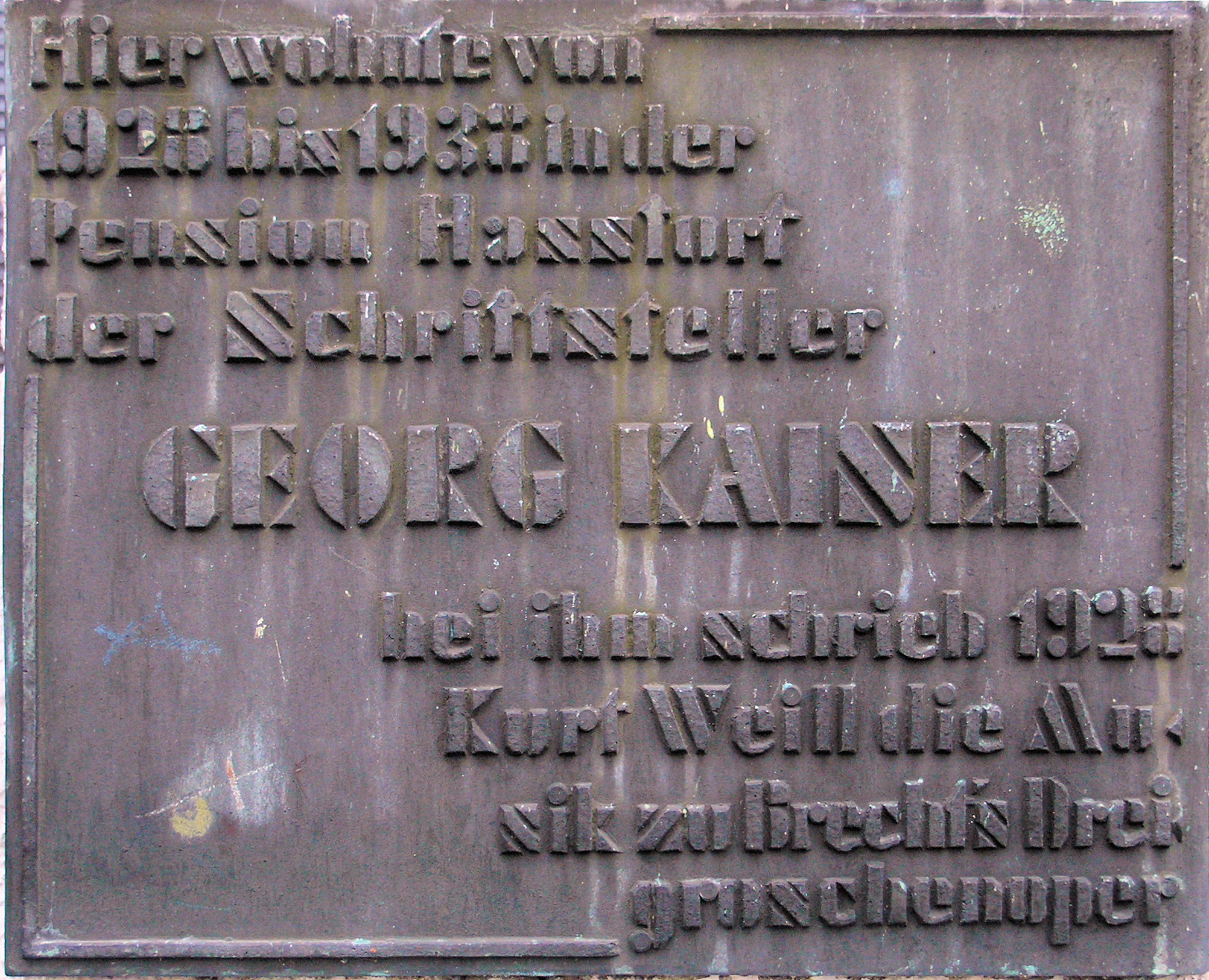
Gedenktafel am Haus Luisenplatz 3, in Berlin-Charlottenburg

Kaiser geriet jedoch ab 1918 in finanzielle Schwierigkeiten, die 1920 zu einer Verhaftung wegen Unterschlagung (sein Strafverteidiger war Fritz Sauter) und 1921 zu einer entsprechenden Verurteilung führten. Der Gustav-Kiepenheuer-Verlag übernahm 1921 für Kaiser eine Bürgschaft und ermöglichte ihm so ein Leben in Grünheide (Mark) bei Berlin. Er unterhielt Kontakte zu Ernst Toller, Kurt Weill, Lotte Lenya und Bertolt Brecht. Kaiser war zwischen 1921 und 1933 der meistgespielte Dramatiker in Deutschland. Seine Stücke wurden darüber hinaus unter anderem in New York, London und Rom aufgeführt.
Am 18. Februar 1933 erlebte sein Stück Der Silbersee an drei deutschen Bühnen (Erfurt, Magdeburg und Leipzig) die Premiere. Alle drei Inszenierungen mussten wegen Protestdemonstrationen und Boykottdrohungen abgesetzt werden; die Intendanten der Theater wurden in der Folge im Frühjahr entlassen. Danach wurde in Deutschland kein Stück mehr von Kaiser gespielt. Obwohl er noch am 22. März 1933 eine Loyalitätserklärung der Abteilung Dichtung innerhalb der Preußischen Akademie der Künste unterzeichnet hatte, wurde Kaiser am 5. Mai 1933 ausgeschlossen. Seine Werke wurden ein Opfer der Bücherverbrennung vom 10. Mai 1933. Trotzdem versuchte er, noch in Deutschland zu bleiben. Er schloss sich Widerstandskreisen an und verfasste Flugblätter. Erst kurz vor einer Gestapo-Hausdurchsuchung flüchtete er 1938 über Amsterdam in die Schweiz, wobei seine Frau und Kinder in Deutschland blieben. Gemeinsam mit Maria von Mühlfeld und der gemeinsamen Tochter Olivia ging Kaiser 1938 in die Schweiz ins Exil. Kaiser musste in der Schweiz nicht im Emigrantenlager leben, wie seine meisten Freunde. Das verdankte er der Unterstützung reicher Freunde, die ihm zeitweise den Hotel-Aufenthalt an verschiedenen Orten der Schweiz ermöglichten.
Am 2. November 1940 wurde am Zürcher Schauspielhaus sein von der Zensur genehmigtes Stück Der Soldat Tanaka unter Regie von Franz Schnyder mit Karl Paryla in der Titelrolle uraufgeführt. Das Stück, das den japanischen Militarismus entlarvte, erhielt gute Kritiken. Auf Druck des japanischen Gesandten in Bern Yutaka Konagaya wurde von der Schweizer Bundesregierung auf das Schauspielhaus eingewirkt, das Stück abzusetzen. Am 9. November sagte die Direktion dies zu, jedoch konnten die Vorstellungen am 10. und 12. nicht mehr kurzfristig abgesagt werden. Kaiser war über die Absetzung äußerst verbittert. Die Erstaufführung des – heute vergessenen – Stückes in Deutschland fand nach Kaisers Tod am 13. Februar 1946 im Berliner Hebbel-Theater statt. Sein letztes Werk war eine mythologische Trilogie von Versdramen, Zweimal Amphitryon, Pygmalion, und Bellerophon (1948).
Kaiser, der sich seit November 1944 auf dem Monte Verità in Ascona aufhielt, starb dort am 4. Juni 1945 an einer Embolie. Am selben Tage hatte sein Freund und Bevollmächtigter Julius Marx in Zürich einen Vertrag mit dem Artemis Verlag abgeschlossen, der Kaiser gegen Übertragung sämtlicher Rechte auch an künftigen Werken finanziell absichern sollte. Beigesetzt wurde Kaiser auf dem Friedhof von Morcote bei Lugano.
In Folge der Rohstoffengpässe aufgrund des Russischen Überfalls auf die Ukraine kam es 2022 zu einer Wiederaufführung der „Gas-Trilogie“ Kaisers am Staatsschauspiel Dresden und im Theater Magdeburg.

## Ehrungen
Die Stadt Magdeburg hat die Georg-Kaiser-Straße nach ihm benannt. Sachsen-Anhalt verleiht seit 1996 den Georg-Kaiser-Förderpreis. Die Gemeinde Seeheim-Jugenheim hat ihren Rathausplatz nach ihm benannt.
Tondokumente

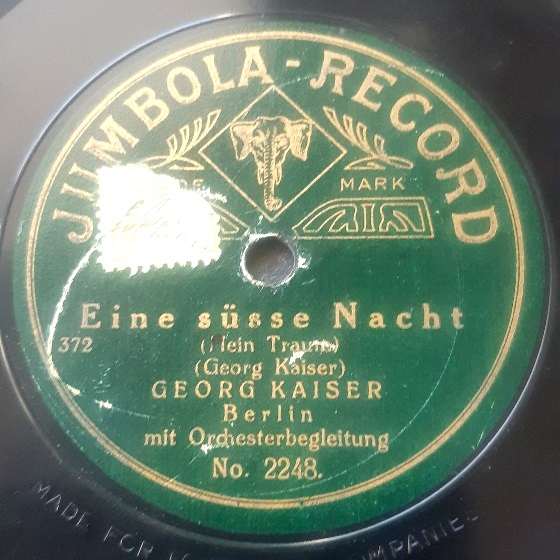
Schallplatte von Georg Kaiser (Berlin 1909)

Georg Kaiser hinterließ einige wenige Schallplatten auf Berliner Records (Berlin 1900), G&T (Berlin 1904), Lyrophon (Berlin 1907) und Jumbo (Berlin 1909).

## Werke
Verzeichnis aller Werke siehe Wikisource

### Schauspiele (Auswahl)
- Schellenkönig (1895/96;1902/03)
- Von morgens bis mitternachts (1912)
- Die Bürger von Calais (1912/13; 1923)
- König Hahnrei (1913)
- Der Fall des Schülers Vehgesack (1914).
- Rektor Kleist (1914).
- Die Koralle (1917).
- Gas (1918).
- Die Dornfelds.
- Der Protagonist. Ein Theaterstück (1920). Derselbe Text wurde als Libretto in der gleichnamigen Oper Der Protagonist von Kurt Weill verwendet (UA 1926)
- Gas II. 1920. Die Koralle, Gas I und Gas II bilden eine Trilogie.
- Die jüdische Witwe (1920).
- David und Goliath (c.1920, G. Kiepenheuer Verlag); Komödie in drei Akten.
- Kanzlist Krehler, Tragikomödie in drei Akten, veröffentlicht 1922, G. Kiepenheuer Verlag (Potsdam).
- Kolportage (1924, Verlag Die Schmiede).
- Der Zar lässt sich photographieren (1927). Opera buffa. Musik (1927/28): Kurt Weill. UA 1928
- Der Silbersee (1933). Stück mit Musik (Musical). Musik (1932/33): Kurt Weill. UA 1933.
- Rosamunde Floris (1936/37). Opernfassung von Gerhart von Westerman mit Musik von Boris Blacher 1960.
- Alain und Elise (1937/38).
- Der Gärtner von Toulouse (1938). Querido Verlag, Amsterdam.
- Der Soldat Tanaka (1940), Theaterstück, Zürich, New York, Oprecht Verlag.
- Die Spieldose, 1942.
- Das Floß der Medusa (1940–1943). EA 1945.

### Weitere Werke
- Gesa M. Valk (Hrsg.): Georg Kaiser in Sachen Georg Kaiser: Briefe 1916–1933. Leipzig 1989.
- Georg Kaiser: Villa Aurea. Roman. Querido Verlag 1940, Amsterdam, zuvor auf Englisch erschienen:
  - A Villa in Sicily. Translated by R. Wills Thomas, Dakers, London 1939 sowie unter dem Titel Vera in einer Ausgabe des Buchklubs Alliance Book Corporation bei Longmans, Green & Co, New York 1939.

## Hörfunk-Adaptionen
- 1947: Der Soldat Tanaka, Hörspielbearbeitung und Regie: Helmut Brennicke, Komposition: Kurt Stiebitz, Radio München
- 1951: Amphitryon – Regie: Werner Stewe (Hörspiel – Berliner Rundfunk)
- 1973: Von morgens bis mitternachts, Hörspielbearbeitung: Peter Goslicki, Musik: Reiner Bredemeyer, Regie: Joachim Staritz, Rundfunk der DDR
- 1994: Das Floß der Medusa, Hörspielbearbeitung und Regie: Joachim Staritz, MDR